# الطرف الموقع باستخدام المفتاح

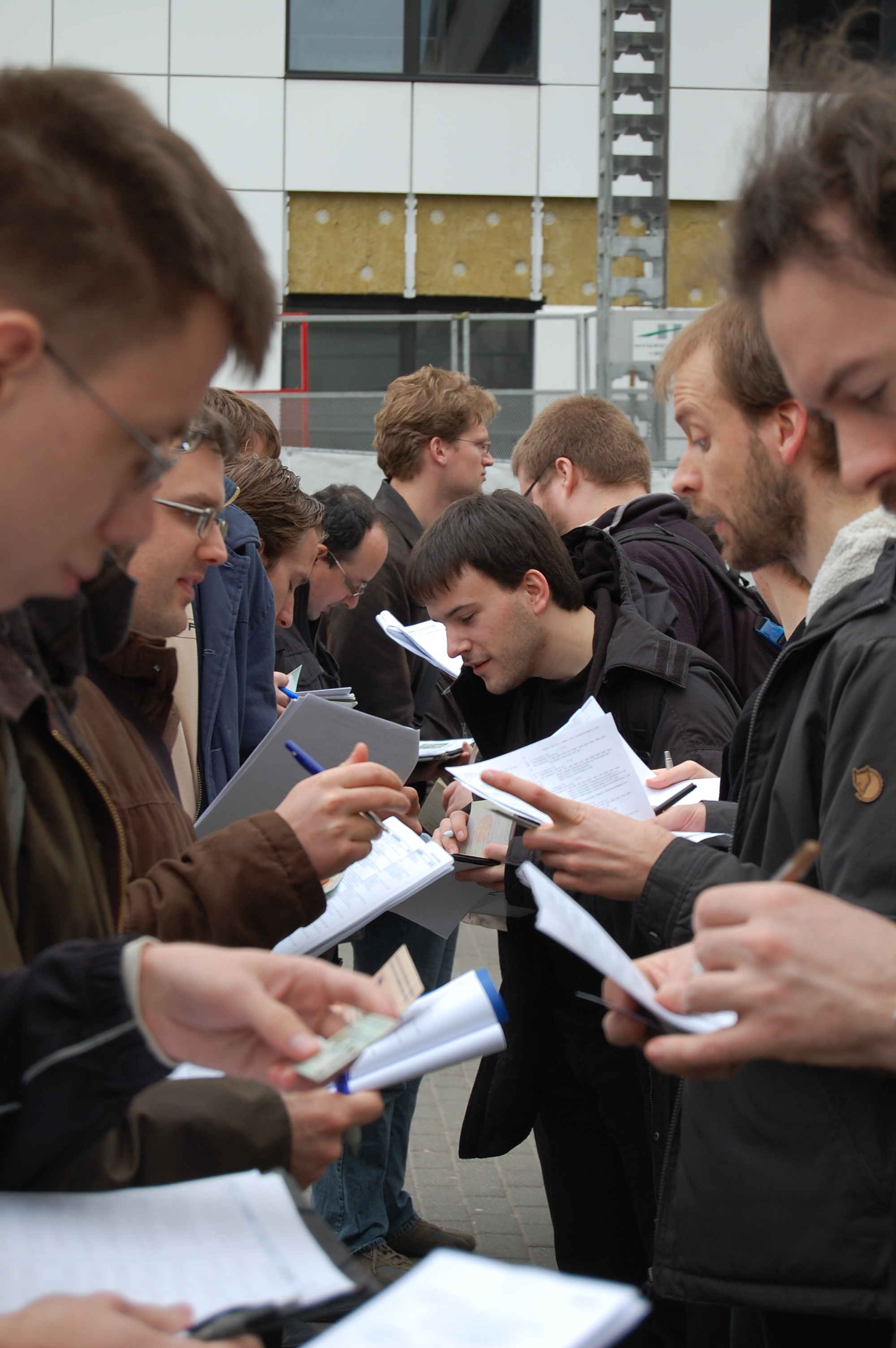

الطرف الموقع باستخدام المفتاح هو الطرف الذي يشرف على الإجراء الذي يقوم فيه الأشخاص بتقديم مفاتيحهم المتوافقة مع حزمة الـ (بي جي بي) للآخرين شخصياً، الذين يجب أن يكونوا متأكدين من أن المفتاح فعلاً مرتبط مع الشخص الذي تم طلبه، يتم توقيع شهادة الـ PGP التي تحتوي المفتاح العام واسم الشخص رقمياً. هذه طريقة لتقوية وتحسين الموقع الموثوق به (Web of Trust).
بالرغم من أن استخدام مفاتيح الـ PGP يكون غالباً مع الحواسيب الشخصية للتطبيقات المعتمدة على الإنترنت، فإن الأطراف الموقعة باستخدام المفتاح غالباً لا تُدخل الحواسيب في عملية التوقيع، لأن ذلك يعطي الأعداء المزيد من الفرص للتحايل.
بدلاً من ذلك، يكتب المشتركون سلسلة من الأحرف والأرقام تسمى (بصمة الإصبع للمفتاح العام public key fingerprint) وهذه السلسلة تمثل مفتاح هؤلاء المشتركين، بصمة الإصبع يتم إيجادها باستخدام إجراء خاص بالتشفير يسمى (cryptographic hash function) الذي يقلص المفتاح العام حتى الوصول إلى سلسلة فريدة، تكون أقصر ويتم إدارتها بطريقة أسهل.
يتبادل المشتركون (بصمة الإصبع للمفتاح العام public Key Fingerprint) الخاص بهم لاستعمالها في إثبات هويات بعضهم البعض، فيما بعد يحصلون على المفتاح العام المقابل لكل بصمة إصبع لمفتاح عام تم الحصول عليها ثم توقيع هذه البصمة رقمياً.